# Sport Club Fortuna Köln 1986-1987
Questa voce raccoglie le informazioni riguardanti il Sport Club Fortuna Köln nelle competizioni ufficiali della stagione 1986-1987.

## Stagione
Nella stagione 1986-1987 il Fortuna Colonia, allenato da Hannes Linßen, Jean Löring e Horst Buhtz, concluse il campionato di 2. Bundesliga al 14º posto. In Coppa di Germania il Fortuna Colonia fu eliminato agli ottavi di finale dal Darmstadt.

## Rosa
| N. |                     | Ruolo | Calciatore         |
| -- | ------------------- | ----- | ------------------ |
|    | Germania (bandiera) | P     | Frank Agaciak      |
|    | Polonia (bandiera)  | P     | Jacek Jarecki      |
|    | Germania (bandiera) | D     | Armin Görgens      |
|    | Germania (bandiera) | D     | Frank Hammerschlag |
|    | Germania (bandiera) | D     | Dirk Hielscher     |
|    | Germania (bandiera) | D     | Günter Hutwelker   |
|    | Germania (bandiera) | D     | Karl Richter       |
|    | Germania (bandiera) | C     | Ralf Aussem        |
|    | Germania (bandiera) | C     | Hans-Jürgen Gede   |
|    | Germania (bandiera) | C     | Michael Hägele     |
|    | Germania (bandiera) | C     | Achim Kropp        |

| N. |                     | Ruolo | Calciatore             |
| -- | ------------------- | ----- | ---------------------- |
|    | Germania (bandiera) | C     | Jürgen Niggemann       |
|    | Grecia (bandiera)   | C     | Christos Orkas         |
|    | Germania (bandiera) | C     | Christiaan Pförtner    |
|    | Germania (bandiera) | C     | Norbert Richartz       |
|    | Germania (bandiera) | C     | Bernhard Schröder      |
|    | Germania (bandiera) | A     | Uwe Helmes             |
|    | Germania (bandiera) | A     | Leo Lazaro             |
|    | Germania (bandiera) | A     | Dieter Lemke           |
|    | Germania (bandiera) | A     | Dieter Schatzschneider |
|    | Germania (bandiera) | A     | Ralf Schlösser         |

## Organigramma societario
Area tecnica
- Allenatore: Hannes Linßen
- Allenatore in seconda:
- Preparatore dei portieri:
- Preparatori atletici:

## Calciomercato

### Sessione estiva
| Acquisti | Acquisti               | Acquisti         | Acquisti |
| R.       | Nome                   | da               | Modalità |
| -------- | ---------------------- | ---------------- | -------- |
| C        | Joachim Engesser       | Sciaffusa        |          |
| D        | Armin Görgens          | Colonia          |          |
| D        | Frank Hammerschlag     | TeBe Berlino     |          |
| D        | Dirk Hielscher         | Bayer Leverkusen |          |
| C        | Christiaan Pförtner    | Bayreuth         |          |
| A        | Dieter Schatzschneider | Schalke 04       |          |

| Cessioni | Cessioni             | Cessioni          | Cessioni |
| R.       | Nome                 | a                 | Modalità |
| -------- | -------------------- | ----------------- | -------- |
| C        | Joachim Engesser     | Ulma              |          |
| C        | Bernd Grabosch       | Schalke 04        |          |
| A        | Dirk Kurtenbach      | Kickers Stoccarda |          |
| C        | Jörg Neun            | Waldhof Mannheim  |          |
| A        | Hermann-Josef Werres | Bonner            |          |

### Sessione invernale
| Acquisti | Acquisti | Acquisti | Acquisti |
| R.       | Nome     | da       | Modalità |
| -------- | -------- | -------- | -------- |

| Cessioni | Cessioni | Cessioni | Cessioni |
| R.       | Nome     | a        | Modalità |
| -------- | -------- | -------- | -------- |

## Risultati

### 2. Bundesliga

#### Girone di andata
| Colonia 26 luglio 1986, ore 15:00 CEST 1ª giornata | Fortuna Colonia | 0 – 0 referto | Arminia Bielefeld | Südstadion (3 500 spett.)\| Arbitro: \| Dellwing \| |
| Arbitro:                                           | Dellwing        |               |                   |                                                     |

| Arbitro: | Amerell |

|            |           |           |
| Knecht 23’ | Marcatori | 82’ Lemke |

| Arbitro: | Mierswa |

|  |           |          |
|  | Marcatori | 32’ Emig |

| Arbitro: | Correll |

|                                     |           |                                 |
| Pröpper 68’ Stephan 70’ Sanders 82’ | Marcatori | 47’ Aussem 62’ Helmes 65’ Lemke |

| Arbitro: | Gabor |

|                                |           |               |
| Schatzschneider 11’ Helmes 45’ | Marcatori | 71’ Jurgeleit |

| Arbitro: | Boos |

|                |           |  |
| Reich 63’, 70’ | Marcatori |  |

| Arbitro: | Diekert |

|                               |           |                                  |
| Gede 17’ Lemke 26’ Lazaro 43’ | Marcatori | 8’ Glesius 39’ Trapp 58’ Hermann |

| Arbitro: | Merk |

|                                             |           |                          |
| Fuhl 34’ Schlegel 48’ (rig.) Rohrbacher 56’ | Marcatori | 11’, 84’ Kropp 45’ Lemke |

| Arbitro: | Neuner |

|                                    |           |                       |
| Lemke 25’ Helmes 60’ Gede 70’, 82’ | Marcatori | 14’ Schmitt 55’ Augst |

| Arbitro: | Osmers |

|                                             |           |  |
| Hammerschlag 40’ (aut.) Linz 54’ Eymold 90’ | Marcatori |  |

| Arbitro: | Berg |

|               |           |                                                              |
| Schlösser 55’ | Marcatori | 10’ Hobday 32’, 65’ Jeske 70’, 90’ Kurtenbach 82’ Kleinhansl |

| Arbitro: | Malbranc |

|                     |           |  |
| Baranowski 55’, 66’ | Marcatori |  |

| Arbitro: | Steinborn |

|                              |           |              |
| Niggemann 11’ Lemke 32’, 47’ | Marcatori | 89’ Glückler |

| Arbitro: | Föckler |

|             |           |  |
| Schreml 78’ | Marcatori |  |

| Arbitro: | Heitmann |

|                          |           |                          |
| Kock 12’ Zander 22’, 80’ | Marcatori | 23’, 88’ Schatzschneider |

| Arbitro: | Bruch |

|            |           |                |
| Aussem 55’ | Marcatori | 40’ Tschiskale |

| Arbitro: | Gangkofer |

|                        |           |  |
| Ellmerich 61’ Worm 85’ | Marcatori |  |

| Arbitro: | Gochermann |

|             |           |           |
| Richter 54’ | Marcatori | 8’ Schaub |

| Arbitro: | Wittke |

|  |           |                     |
|  | Marcatori | 69’ Schatzschneider |

#### Girone di ritorno
| Arbitro: | Heitmann |

|                                            |           |                              |
| Westerwinter 6’ Schacht 53’ Kollenberg 63’ | Marcatori | 5’ Gede 22’ Aussem 66’ Kropp |

| Arbitro: | Eli |

|          |           |             |
| Gede 45’ | Marcatori | 87’ Nitsche |

| Arbitro: | Bodmer |

|                   |           |               |
| Labbadia 55’, 66’ | Marcatori | 64’ Niggemann |

| Arbitro: | Kriegelstein |

|                        |           |                                    |
| Helmes 31’, 43’ (rig.) | Marcatori | 54’ (rig.) Heitkamp 72’ Regenbogen |

| Arbitro: | Berg |

|                                        |           |  |
| Linden 24’ Diekmann 26’ Steininger 58’ | Marcatori |  |

| Arbitro: | Strigel |

|            |           |            |
| Helmes 26’ | Marcatori | 39’ Möller |

| Arbitro: | Scheuerer |

|           |           |  |
| Bogdan 8’ | Marcatori |  |

| Arbitro: | Amerell |

|                                    |           |                               |
| Helmes 20’ (rig.), 63’ Richter 53’ | Marcatori | 44’ Brace 80’ (rig.) Schlegel |

| Arbitro: | Bauer |

|                                             |           |  |
| Ali-Doosti 5’, 33’ Rolshausen 48’ Kartz 69’ | Marcatori |  |

| Arbitro: | Steinborn |

|                         |           |          |
| Kropp 28’ Niggemann 66’ | Marcatori | 3’ Glöde |

| Arbitro: | Brückner |

|                                          |           |              |
| Vollmer 62’ Schindler 82’ Olaidotter 90’ | Marcatori | 19’ Pförtner |

| Colonia 2 maggio 1987, ore 15:00 CEST 31ª giornata | Fortuna Colonia | 0 – 0 referto | RW Oberhausen | Südstadion (1 500 spett.)\| Arbitro: \| Löwer \| |
| Arbitro:                                           | Löwer           |               |               |                                                  |

| Arbitro: | Malbranc |

|                   |           |                              |
| Kohnle 41’ (rig.) | Marcatori | 43’ Helmes 76’, 86’ Pförtner |

| Arbitro: | Dellwing |

|                        |           |                              |
| Helmes 18’ Richter 87’ | Marcatori | 42’ Rombach 69’ Freudenstein |

| Arbitro: | Merk |

|                    |           |                      |
| Helmes 7’ Gede 56’ | Marcatori | 14’ Klaus 69’ Gerber |

| Arbitro: | Fux |

|              |           |                                |
| Frömberg 11’ | Marcatori | 67’ Helmes 84’ Schatzschneider |

| Arbitro: | Neuner |

|            |           |  |
| Aussem 77’ | Marcatori |  |

| Arbitro: | Wittke |

|            |           |                   |
| Schaub 62’ | Marcatori | 73’ (rig.) Helmes |

| Arbitro: | Brehm |

|              |           |  |
| Pförtner 77’ | Marcatori |  |

### Coppa di Germania
| Arbitro: | Eli |

|  |           |           |
|  | Marcatori | 76’ Lemke |

| Arbitro: | Reinstädtler |

|             |           |           |
| Richter 87’ | Marcatori | 38’ Hauck |

| Arbitro: | Correll |

|            |           |                         |
| Schaub 83’ | Marcatori | 13’ Helmes 90’ Engesser |

| Arbitro: | Dellwing |

|  |           |                    |
|  | Marcatori | 94’, 115’ Labbadia |

## Statistiche

### Statistiche di squadra
| Competizione      | Punti | In casa | In casa | In casa | In casa | In casa | In casa | In trasferta | In trasferta | In trasferta | In trasferta | In trasferta | In trasferta | Totale | Totale | Totale | Totale | Totale | Totale | DR  |
| Competizione      | Punti | G       | V       | N       | P       | Gf      | Gs      | G            | V            | N            | P            | Gf           | Gs           | G      | V      | N      | P      | Gf     | Gs     | DR  |
| ----------------- | ----- | ------- | ------- | ------- | ------- | ------- | ------- | ------------ | ------------ | ------------ | ------------ | ------------ | ------------ | ------ | ------ | ------ | ------ | ------ | ------ | --- |
| 2. Bundesliga     | 35    | 19      | 7       | 10      | 2       | 30      | 27      | 19           | 3            | 5            | 11           | 21           | 39           | 38     | 10     | 15     | 13     | 51     | 66     | -15 |
| Coppa di Germania | -     | 2       | 0       | 1       | 1       | 1       | 3       | 2            | 2            | 0            | 0            | 3            | 1            | 4      | 2      | 1      | 1      | 4      | 4      | 0   |
| Totale            | 35    | 21      | 7       | 11      | 3       | 31      | 30      | 21           | 5            | 5            | 11           | 24           | 40           | 42     | 12     | 16     | 14     | 55     | 70     | -15 |

### Andamento in campionato
| Giornata  | 1  | 2  | 3  | 4  | 5  | 6  | 7  | 8  | 9  | 10 | 11 | 12 | 13 | 14 | 15 | 16 | 17 | 18 | 19 | 20 | 21 | 22 | 23 | 24 | 25 | 26 | 27 | 28 | 29 | 30 | 31 | 32 | 33 | 34 | 35 | 36 | 37 | 38 |
| --------- | -- | -- | -- | -- | -- | -- | -- | -- | -- | -- | -- | -- | -- | -- | -- | -- | -- | -- | -- | -- | -- | -- | -- | -- | -- | -- | -- | -- | -- | -- | -- | -- | -- | -- | -- | -- | -- | -- |
| Luogo     | C  | T  | C  | T  | C  | T  | C  | T  | C  | T  | C  | T  | C  | T  | T  | C  | T  | C  | T  | T  | C  | T  | C  | T  | C  | T  | C  | T  | C  | T  | C  | T  | C  | C  | T  | C  | T  | C  |
| Risultato | N  | N  | P  | N  | V  | P  | N  | N  | V  | P  | P  | P  | V  | P  | P  | N  | P  | N  | V  | N  | N  | P  | N  | P  | N  | P  | V  | P  | V  | P  | N  | V  | N  | N  | V  | V  | N  | V  |
| Posizione | 12 | 13 | 15 | 13 | 12 | 15 | 15 | 12 | 10 | 13 | 16 | 16 | 16 | 16 | 17 | 17 | 17 | 18 | 17 | 17 | 16 | 16 | 17 | 17 | 17 | 17 | 17 | 17 | 17 | 17 | 17 | 17 | 17 | 17 | 17 | 15 | 16 | 14 |

Legenda:

Luogo: C = Casa; T = Trasferta. Risultato: V = Vittoria; N = Pareggio; P = Sconfitta.

### Statistiche dei giocatori
| Giocatore          | 2. Bundesliga | 2. Bundesliga | 2. Bundesliga | 2. Bundesliga | Coppa di Germania | Coppa di Germania | Coppa di Germania | Coppa di Germania | Totale   | Totale | Totale      | Totale     |
| Giocatore          | Presenze      | Reti          | Ammonizioni   | Espulsioni    | Presenze          | Reti              | Ammonizioni       | Espulsioni        | Presenze | Reti   | Ammonizioni | Espulsioni |
| ------------------ | ------------- | ------------- | ------------- | ------------- | ----------------- | ----------------- | ----------------- | ----------------- | -------- | ------ | ----------- | ---------- |
| F. Agaciak         | 11            | 0             | 1             | 0             | 1                 | 0                 | 0                 | 0                 | 12       | 0      | 1           | 0          |
| R. Aussem          | 35            | 4             | 1             | 0             | 4                 | 0                 | 0                 | 0                 | 39       | 4      | 1           | 0          |
| J. Engesser        | 4             | 0             | 1             | 0             | 2                 | 1                 | 0                 | 0                 | 6        | 1      | 1           | 0          |
| H. Gede            | 34            | 6             | 2             | 0             | 3                 | 0                 | 0                 | 0                 | 37       | 6      | 2           | 0          |
| A. Görgens         | 27            | 0             | 4             | 1             | 3                 | 0                 | 0                 | 0                 | 30       | 0      | 4           | 1          |
| F. Hammerschlag    | 25            | 0             | 2             | 0             | 4                 | 0                 | 0                 | 0                 | 29       | 0      | 2           | 0          |
| U. Helmes          | 31            | 13            | 6             | 0             | 3                 | 1                 | 0                 | 0                 | 34       | 14     | 6           | 0          |
| D. Hielscher       | 23            | 0             | 4             | 0             | 2                 | 0                 | 0                 | 0                 | 25       | 0      | 4           | 0          |
| G. Hutwelker       | 31            | 0             | 6             | 1             | 4                 | 0                 | 2                 | 0                 | 35       | 0      | 8           | 1          |
| M. Hägele          | 19            | 0             | 1             | 0             | 0                 | 0                 | 0                 | 0                 | 19       | 0      | 1           | 0          |
| J. Jarecki         | 27            | 0             | 0             | 0             | 3                 | 0                 | 0                 | 0                 | 30       | 0      | 0           | 0          |
| A. Kropp           | 31            | 4             | 3             | 0             | 4                 | 0                 | 0                 | 0                 | 35       | 4      | 3           | 0          |
| L. Lazaro          | 11            | 1             | 2             | 0             | 1                 | 0                 | 0                 | 0                 | 12       | 1      | 2           | 0          |
| D. Lemke           | 18            | 7             | 1             | 0             | 3                 | 1                 | 2                 | 0                 | 21       | 8      | 3           | 0          |
| J. Niggemann       | 33            | 3             | 6             | 0             | 4                 | 0                 | 0                 | 0                 | 37       | 3      | 6           | 0          |
| C. Orkas           | 16            | 0             | 3             | 0             | 0                 | 0                 | 0                 | 0                 | 16       | 0      | 3           | 0          |
| C. Pförtner        | 16            | 4             | 5             | 0             | 0                 | 0                 | 0                 | 0                 | 16       | 4      | 5           | 0          |
| N. Richartz        | 4             | 0             | 2             | 0             | 0                 | 0                 | 0                 | 0                 | 4        | 0      | 2           | 0          |
| K. Richter         | 27            | 3             | 5             | 0             | 4                 | 1                 | 0                 | 1                 | 31       | 4      | 5           | 1          |
| D. Schatzschneider | 22            | 5             | 6             | 0             | 3                 | 0                 | 2                 | 0                 | 25       | 5      | 8           | 0          |
| R. Schlösser       | 29            | 1             | 3             | 0             | 3                 | 0                 | 0                 | 0                 | 32       | 1      | 3           | 0          |
| B. Schröder        | 1             | 0             | 0             | 0             | 0                 | 0                 | 0                 | 0                 | 1        | 0      | 0           | 0          |